# متحف أفا جاردنر
يقع متحف آفا جاردنر في وسط مدينة سميثفيلد بولاية كارولينا الشمالية، ويحتوي على مجموعة واسعة من القطع الأثرية من حياة آفا غاردنر المتعلقة بحياتها الخاصة.
أفا جاردنر هي ممثلة أمريكية وقَّعت عقد مع ستوديوهات مترو غولدوين ماير عام 1941 واستمرت في الظهور في أدوار صغيرة حتى لفتت الأنظار بأدائها في فيلم القتلة عام (1946م). وأصبحت واحدة من الممثلات الرائدات في هوليود، واعتُبِرت واحدة من أجمل النساء في عصرها، ورُشِحت للحصول على جائزة الأوسكار لأفضل ممثلة لأدائها في فيلم موجامبو (1953).
صّنفت جاردنرفي المرتبة الخامسة والعشرين في قائمة معهد الفيلم الأمريكي لأعظم النجمات السيدات.
بدأت المجموعة الأصلية للمتحف في عام 1941 من قِبَل أحد المعجبين، توم بانكس، والذي قابل مع آفا في سن 12 في حرم كلية أتلانتيك كريستيان (تُعرف الآن بكلية بارتون)، حيث كانت آفا تدرس لتصبح سكرتيرة. وعندما لم تعد آفا إلى المدرسة في العام التالي، شاهد بانكس صورة فوتوغرافية لها في إحدى الصحف وعلم أنها قد وقعت على عقد فيلم مع شركة إم جي إم MGM.
كرست عائلة بانكس معظم حياتها لجمع التذكارات من كل مصدر ممكن. قام الدكتور بانكس في أوائل الثمانينات من القرن العشرين بشراء مدرسة برودن، وهو المنزل الذي عاش فيه آفا من عمر 2 إلى 13 عام، وقام بإدارة متحف آفا غاردنر الخاص به خلال الصيف لمدة تسع سنوات. تعرض الدكتور بانكس (وهو عالم نفسي) لسكتة دماغية في المتحف في أغسطس 1989 وتُوفي بعد بضعة أيام. تُوفيت غاردنر بعد 5 أشهر في 25 يناير 1990. وفي صيف عام 1990، تبرعت السيدة بانكس بالمجموعة إلى مدينة سميثفيلد، مؤكدةً أنه سيتم الاحتفاظ بمتحف دائم في مقاطعة جونستون، مسقط رأس غاردنر ومثواها الأخير. تُوفيت لورين بانكس بعد سنة وثلاثة أيام في 28 يناير عام 1991 من مضاعفات نوبة الربو.
تم تأسيس متحف آفا جاردنر في عام 1996 كمنظمة غير ربحية لإدارة ورعاية مجموعة المتحف من المواد الشخصية وتذكارات الأفلام المعطاة لمدينة سميثفيلد من قبل توم وبورن بانكس. ومنذ ذلك الحين، استمرت مؤسسة آفا جاردنر في الحصول على القطع الأثرية المتعلقة بحياة غاردنر والتزمت بالحفاظ على هذه العناصر وعرضها بطريقة تعليمية.
قام مجلس إدارة المتحف في أغسطس 1999 باستثمار في وسط مدينة سميثفيلد من خلال شراء وترميم مبنى مساحته 6400 قدم مربع (590 متر مربع) ليصبح المقر الدائم لمجموعة المتحف. وفي أكتوبر 2000 ، افتتح متحف آفا جاردنر الجديد أبوابه واستمر في جذب حوالي 12000 زائر سنويًا.

## روابط خارجية
- الموقع الرسمي